# Virginie e Paul
Virginie e Paul (Virginie et Paul) è un racconto appartenente alla raccolta dei Racconti crudeli di Auguste de Villiers de L'Isle-Adam. il testo fu pubblicato per la prima volta su «La Semaine parisienne» nel marzo del 1874.

## Trama
L'autore si è acquattato in una strada silenziosa, per godere di una splendida sera d'aprile. Tutto rimanda alla poesia, dal canto dei grilli, al gentile frusciare delle fronde. Ad un tratto egli sente un richiamo: è una giovinetta in un giardino, che chiama il suo innamorato, il coetaneo e cugino Paul. I ragazzi hanno quindici anni e si abbandonano a un colloquio che viene riportato per intero. L'autore è incantato alla vista della ragazza, vestita di bianco, con una fascia azzurra in vita, una croce al collo e un viso incorniciato di capelli biondissimi e illuminato da occhi celesti. Lei è nel giardino del collegio, il ragazzo appena fuori da un cancelletto.
Il colloquio inizia con parole dolci, Paul, il ragazzo offre un mazzolino di fiori alla cugina, ma subito precisa di averli colti nel giardino di suo padre, perché lì non costano nulla. Ben presto, ad ogni frase, l'uno o l'altra cadono sull'argomento del denaro: di come essi vivranno da sposati (ora sono promessi dalle famiglie), dove troveranno i loro soldi e le fonti di risparmio e così via. Alla domanda se Virginie si trova bene in collegio, lei risponde che ora ci sono allieve ricche e aristocratiche e la direttrice ha più denaro, per il bene di tutte loro. E tra sei giorni c'è il compleanno di una zia, che dovrà essere trattata gentilmente, in grazia dei futuri lasciti ereditari, per quanto attualmente non regali altro che dolci stantii.
Il colloquio continuerebbe su questo tragitto, ma una finestra si apre e Virginie comprende di doversi ritirare. Anche Paul deve correre a casa, per paura che il padre, adirato per la sua assenza, gli neghi i soldi di cui ha perennemente bisogno. Un bacio sigla il distacco dei ragazzi e l'autore, nel vedere tale commiato, benedice la sincerità degli amori tra quindicenni.

## L'ironia dell'autore
Nel racconto, l'autore crea un contrasto netto tra quanto vede e quanto avviene che ascolti. Le immagini sono avvolte di celeste, inteso come colore e come proveniente, effuso dal cielo. Le parole invece ruotano attorno al termine argent, nel duplice significato di argento (colore e suono) e denaro. Il secondo finisce con il prevalere, suggerendo all'ascoltatore l'idea dell'eco che tale significato riprende. Ma poiché le due giovani anime ancora non sono corrotte dall'ipocrisia e dicono ciò che sta effettivamente nei loro cuori, l'autore benedice la sincerità della giovinezza.

## Edizioni in italiano
- trad. di F. Galli, Racconti crudeli, Bologna: Apollo, 1927
- trad. di Franca Uffreduzzi, Racconti crudeli, introduzione di Gianni Nicoletti, Torino: Utet, 1968
- trad. e introduzione di Goffredo Feretto, Racconti crudeli, Genova: Ecig, 1986
- trad. di Maurizio Cucchi, Racconti crudeli, prefazione di Mario Luzi, Roma: Editori Riuniti, 1987
- trad. di Maurizio Grasso. Racconti crudeli, introduzione di Riccardo Reim, Roma: Newton Compton, 1993
- trad. di Giuseppe Montesano e Carmen Covito, Racconti crudeli, Milano: Frassinelli, 1995; con uno scritto di Paul Verlaine, Milano: Oscar Mondadori, 2011